# Kołodziejowy Grąd
Kołodziejowy Grąd (dawniej Kollodzeygrund) – wieś w Polsce położona w województwie warmińsko-mazurskim, w powiecie szczycieńskim, w gminie Wielbark. W latach 1975–1998 miejscowość administracyjnie należała do województwa olsztyńskiego.
Wieś mazurska, ulicówka o zwartej zabudowie z zachowanymi przykładami dawnego budownictwa drewnianego (z końca XIX w.)
Wieś założono w ramach osadnictwa szkatułowego w 1787 r. W 1938 r. w ramach akcji germanizacyjnej zmieniono urzędową nazwę wsi na Radegrund.